# 離婚律師申晟瀚
《離婚律師申晟瀚》（：／），為韓國JTBC於2023年3月4日起播出的土日電視劇，改編自韓國漫畫家姜泰京創作的同名網絡漫畫。由《金科長》、《Run On》的李在勳導演執導，《戲子》、《男朋友》、《三十九》的劉英雅編劇執筆。劇情講述專業離婚律師申晟瀚所遇到曲折離奇的故事，也將呈現所謂的「離婚」這條生活中相當艱難的道路上的種種遭遇。
Netflix於2023年3月4日起每週六、日上線。

## 演員陣容

### 主要人物
| 演員   | 角色   | 介紹 |
| 曹承佑 | 申晟瀚 | 站在「離婚」這一人生艱難的道路上，給他們帶來最高勝訴的有能力的律師。過去專攻鋼琴，在德國擔任音樂大學教授，有一天接到令人震驚的消息後，爲了確認真相，親自成爲律師。其中，成爲離婚訴訟特化的離婚專門律師有着與衆不同的故事。從古典音樂的藝術家到沉醉於韓國演歌的律師，開始了第二人生。 |
| 韓惠軫 | 李瑞鎮 | 作爲氣象播報員出身的廣播DJ，在引發撫養權紛爭的離婚訴訟中，開始與離婚專門律師申晟瀚糾纏在一起的人物。 |
| 金成均 | 張炯瑾 | 申晟瀚的中學同學。作爲貿易公司上司積累了經驗，很早就認識了配偶，開始了婚姻生活，生活非常成功及穩定。但是過了不惑之年的現在，他在律師朋友的辦公室擔任事務長，與以爲會在一起一輩子的妻子處於分居狀態。領悟到了生活事事不如意的42歲男人。                                               |
| 丁文晟 | 趙淨湜 | 「趙淨湜不動產」的代表亦是申晟瀚和張炯瑾的中學朋友。Pub、應用程序開發、國土大長征、專利代理人考試準備等沒有沒做過的事情的該區域的經驗值隊長。但是他放棄了華麗的履歷，現在正在親身體驗公認中介公司的天職。雖然不是帥到足以吸引眼球的外貌所有者，但是在三劍客中過着最華麗的單身生活。  |

### 其他人物
| 演員     | 角色   | 介紹 |
| 姜末今   | 金小恋 | 「瑞草洞拉麵店」老奶奶的小女兒，代替腰部受傷的媽媽暫時經營拉麵店而與申晟瀚、張炯瑾、趙淨湜三人結緣，對其中一個人格外關心。                                                                                   |
| 車和娟   | 馬金禧 | 電子產品業界排名第一的「大南電子」的女主人，與申晟瀚一家過去是關係密切的親家關係。 |
| 全裴修   | 朴柔惜 | 大型律師事務所「金花律師事務所」的合夥人律師，頭腦聰明但性格獨斷自私，時刻關注着經營個人辦公室的申晟瀚。 |
| 韩银城   | 崔俊   | 「金花律師事務所」的實習律師。對被稱爲「律師界BTS」的申晟瀚非常關心，而這份好奇心成爲日後改變他人生的契機。                                                                                                  |
| 魯秀㦃那 | 秦英調 | 「金花律師事務所」公關理事。看到「大南電子」獨生子徐貞國的家境後，本打算與他結婚，但遭到徐貞國母親馬金禧的反對而最終失敗。與結婚的徐貞國保持著婚外同居的關係，甚至生下了兩人的孩子，最終佔據了女主人的位置。 |
| 金泰鄉   | 徐貞國 | 馬金禧的獨生子、秦英調的丈夫，「大南電子」的代表。 |
| 李豪宰   | 徐昌珍 | “大南电子”会长，马金禧的丈夫。 |
| 李恩載   | 劉新春 | 申晟瀚律師事務所職員。 |
| 朴正杓   | 姜熹攝 | 李瑞鎮的前夫。 |
| 張善律   | 姜賢祐 | 李瑞鎮與姜熹攝的兒子。 |
| 劉珠惠   | 房豪永 | 李瑞鎮電台節目的PD。 |
| 黃汀旼   | 朴愛蘭 | 申晟瀚律師事務所所處大樓的清潔工，委託申晟瀚打離婚官司。 |
| 李相久   | 徐併哲 | 朴愛蘭的丈夫。 |
| 許真     | 朴乙芬 | 朴愛蘭的婆婆。 |
| 孔賢智   | 申周華 | 申晟瀚的妹妹，徐技英的親生母親。 |
| 金俊義   | 徐技英 | 申周華與徐貞國的兒子、申晟瀚的外甥，徐荷律同父異母的哥哥。 |
| 姜惠媛   | 徐荷律 | 秦英調與徐貞國的女兒。 |
| 金廣植   | 鄭司機 | 馬金禧一家的司機。 |
| 全重勇   | 崔正湖 | 大學教授，申晟瀚的客戶。 |
| 金思英   | 金智淑 | 崔正湖的情人，經營美髮店。 |
| 吳允紅   | 朴志連 | 崔正湖的妻子，為了照顧家庭放棄晉升雜誌社主編的機會。 |
| 車成濟   | 崔珉秀 | 崔正湖與朴志連的兒子。 |
| 李允秀   | 赵珉贞 | 李瑞镇的咨询对象、崔俊的代理客户。 |
| 李承哲   |        | 赵珉贞的父亲。 |
| 姜愛心   |        | 赵珉贞的母亲。 |
| 林智圭   | 朴炫泰 | 赵珉贞的丈夫，与赵珉贞在教会认识。 |
| 崔在燮   | 马瑃硕 | 申晟瀚的客户，在海南乡下务农的农民，越南籍妻子向他提出离婚，秦英调介绍申晟瀚给他。 |
|          | 丁缇华 | 马瑃硕的越南籍妻子，以家庭暴力向马瑃硕提出离婚。 |
| 李龙女   |        | 马瑃硕的母亲。 |
| 金珉賞   |        | 珍荣律师事务所律师，徐昌珍一家的代表律师。 |
| 金秀亨   | 晙熙   | 李瑞鎮的惡評留言者。 |
| 李周实   | 杨福纯 | 晙熙的奶奶，连翘面疙瘩餐馆的老板，委托崔俊打晙熙的抚养费官司。 |
| 黄孝恩   |        | 晙熙的母亲，与玉米面供应商外遇后，抛下晙熙不顾，用杨福纯的独门食谱与情人开了一家玉米面疙瘩餐馆。 |
| 李秀彬   |        | 在医院义演的钢琴家，申晟瀚在德国的学生。 |

### 特別出演
| 演員   | 角色   | 介紹                                     |
| 安桐丘 | 郑志勋 | 房豪永朋友餐廳的主廚，李瑞鎮的外遇對象。 |
| 张少妍 | 祉恩   | 張炯瑾的妻子。                           |
| 尹知原 |        | 邀請李瑞鎮出演網絡節目的製作人。         |
| 金元海 | 庄尊浩 | 电台局长，李瑞镇、房豪永的上司。         |
| 金基南 |        | 批评申晟瀚为马瑃硕离婚案件辩护的网红。   |
| 金海淑 |        | “瑞草洞拉面馆”的主人，金小恋的母亲。     |

## 原聲帶
- Part.1（發行日期：2023年3月4日）

| 曲序 | 曲目             | 演唱   | 时长 |
| ---- | ---------------- | ------ | ---- |
| 1.   | Be back          | 河鉉雨 | 3:38 |
| 2.   | Be back（Inst.） |        | 3:39 |

- Part.2（發行日期：2023年3月11日）

| 曲序 | 曲目                                  | 演唱   | 时长 |
| ---- | ------------------------------------- | ------ | ---- |
| 1.   | 哪怕只有一次溫暖（한번쯤 따뜻했으니） | 李榮安 | 4:03 |
| 2.   | 哪怕只有一次溫暖（Inst.）             |        | 4:04 |

- Part.3（發行日期：2023年3月18日）

| 曲序 | 曲目                  | 演唱   | 时长 |
| ---- | --------------------- | ------ | ---- |
| 1.   | Slow it down          | 鄭叡仁 | 3:37 |
| 2.   | Slow it down（Inst.） |        | 3:37 |

- Part.4（發行日期：2023年3月25日）

| 曲序 | 曲目            | 演唱     | 时长 |
| ---- | --------------- | -------- | ---- |
| 1.   | 遠遠地（멀리）  | 鮮于貞娥 | 3:25 |
| 2.   | 遠遠地（Inst.） |          | 3:26 |

- Part.5（發行日期：2023年4月1日）

| 曲序 | 曲目               | 演唱           | 时长 |
| ---- | ------------------ | -------------- | ---- |
| 1.   | Tolerance          | AnTasWell,VVON | 3:08 |
| 2.   | Tolerance（Inst.） |                | 3:09 |

- Part.6（發行日期：2023年4月8日）

| 曲序 | 曲目             | 演唱 | 时长 |
| ---- | ---------------- | ---- | ---- |
| 1.   | Burning          | SWAN | 3:10 |
| 2.   | Burning（Inst.） |      | 3:10 |

- Part.7（發行日期：2023年4月9日）

| 曲序 | 曲目                   | 演唱   | 时长 |
| ---- | ---------------------- | ------ | ---- |
| 1.   | 給我塗色吧（색칠해줘） | Summer | 3:11 |
| 2.   | 給我塗色吧（Inst.）    |        | 3:11 |

## 收視率
| 季數 | 季數 | 每季集數 | 每季集數 | 每季集數 | 每季集數 | 每季集數 | 每季集數 | 每季集數 | 每季集數 | 每季集數 | 每季集數 | 每季集數 | 每季集數 |
| 季數 | 季數 | 1        | 2        | 3        | 4        | 5        | 6        | 7        | 8        | 9        | 10       | 11       | 12       |
| ---- | ---- | -------- | -------- | -------- | -------- | -------- | -------- | -------- | -------- | -------- | -------- | -------- | -------- |
|      | 1    | 1.712    | 1.656    | 1.039    | 1.403    | 1.174    | 1.560    | 1.160    | 1.452    | 1.257    | 1.470    | 1.193    | 2.073    |

| 集數       | 播出日期   | 尼爾森收視率     | 尼爾森收視率   |
| 集數       | 播出日期   | 大韓民國（全國） | 首爾（首都圈） |
| ---------- | ---------- | ---------------- | -------------- |
| 1          | 2023/03/04 | 7.272%           | 8.140%         |
| 2          | 2023/03/05 | 7.317%           | 7.948%         |
| 3          | 2023/03/11 | 4.792%           | 5.797%         |
| 4          | 2023/03/12 | 6.531%           | 6.959%         |
| 5          | 2023/03/18 | 5.663%           | 6.712%         |
| 6          | 2023/03/19 | 7.520%           | 8.295%         |
| 7          | 2023/03/25 | 5.668%           | 6.683%         |
| 8          | 2023/03/26 | 6.778%           | 7.560%         |
| 9          | 2023/04/01 | 6.042%           | 6.934%         |
| 10         | 2023/04/02 | 6.929%           | 8.138%         |
| 11         | 2023/04/08 | 5.429%           | 5.779%         |
| 12         | 2023/04/09 | 9.488%           | 10.539%        |
| 平均收視率 | 平均收視率 | 6.619%           | 7.457%         |

- 收視最低的集數以藍色表示，收視最高的集數以紅色表示，而空格則表示該集的收視沒有相關數據。

## 同一劇集時段作品
週五六時段劇集
- MBC 金土連續劇：《木偶的季節》、《朝鮮律師》
- SBS 金土連續劇：《模範計程車2》

週末時段劇集
- KBS2 週末連續劇：《三姐弟要勇敢》、《真的出現了！》
- tvN 週末連續劇：《浪漫速成班》、《潘朵拉：偽造的樂園》

## 外部連結
- 韓國JTBC官方網站
- Daum上《離婚律師申晟瀚》的資料
- 在Netflix上觀看《離婚律師申晟瀚》

| JTBC 土日劇                              | JTBC 土日劇                                   | JTBC 土日劇 |
| ---------------------------------------- | --------------------------------------------- | ----------- |
|                                          | 離婚律師申晟瀚 （2023年3月4日－2023年4月9日） |             |
| 代理公司 （2023年1月7日－2023年2月26日） | 車貞淑醫生 （2023年4月15日－2023年6月4日）    |             |